# غلامرضا رضائیان
غلامرضا رضائیان یا غلامرضا رضائیان‌فر سرتیپ پاسدار فرماندهی انتظامی جمهوری اسلامی ایران است، که هم‌اکنون به‌عنوان رئیس سازمان اطلاعات فراجا فعالیت می‌کند.
وی از ۱۳۸۷ تا ۱۳۹۳ رئیس پلیس مهاجرت و اتباع خارجی ناجا بود و در فاصله سال‌های ۱۳۹۳ تا ۱۳۹۸ به‌عنوان رئیس پلیس اطلاعات و امنیت عمومی ناجا فعالیت می‌کرد. رضائیان از ۱۳۹۸ تا ۱۴۰۰ ریاست بازرسی کل ناجا را برعهده داشت، از ۱۴۰۰ تا ۱۴۰۱ رئیس پلیس امنیت اقتصادی ناجا بود و از اسفندماه ۱۴۰۱ رئیس سازمان اطلاعات فراجا است.